# Dervarics Imre
Egyházasbükki Dervarics Imre László (Eger, Zala vármegye, 1842. március 21. – Kilimán, Zala vármegye, 1910. október 11.) alszolgabíró, "Zalavármegyei Gazdasági Egyesület" tagja, a Függetlenségi és Negyvennyolcas Párt keszthelyi kerületi elnöke, a zalamegyei nemesi és alapítványi választmány tagja, a "Magyar Iparvédő Egyesület" keszthelyi fióknak az elnöke, virilista, földbirtokos, Zala vármegyei bizottsági tag.

## Élete

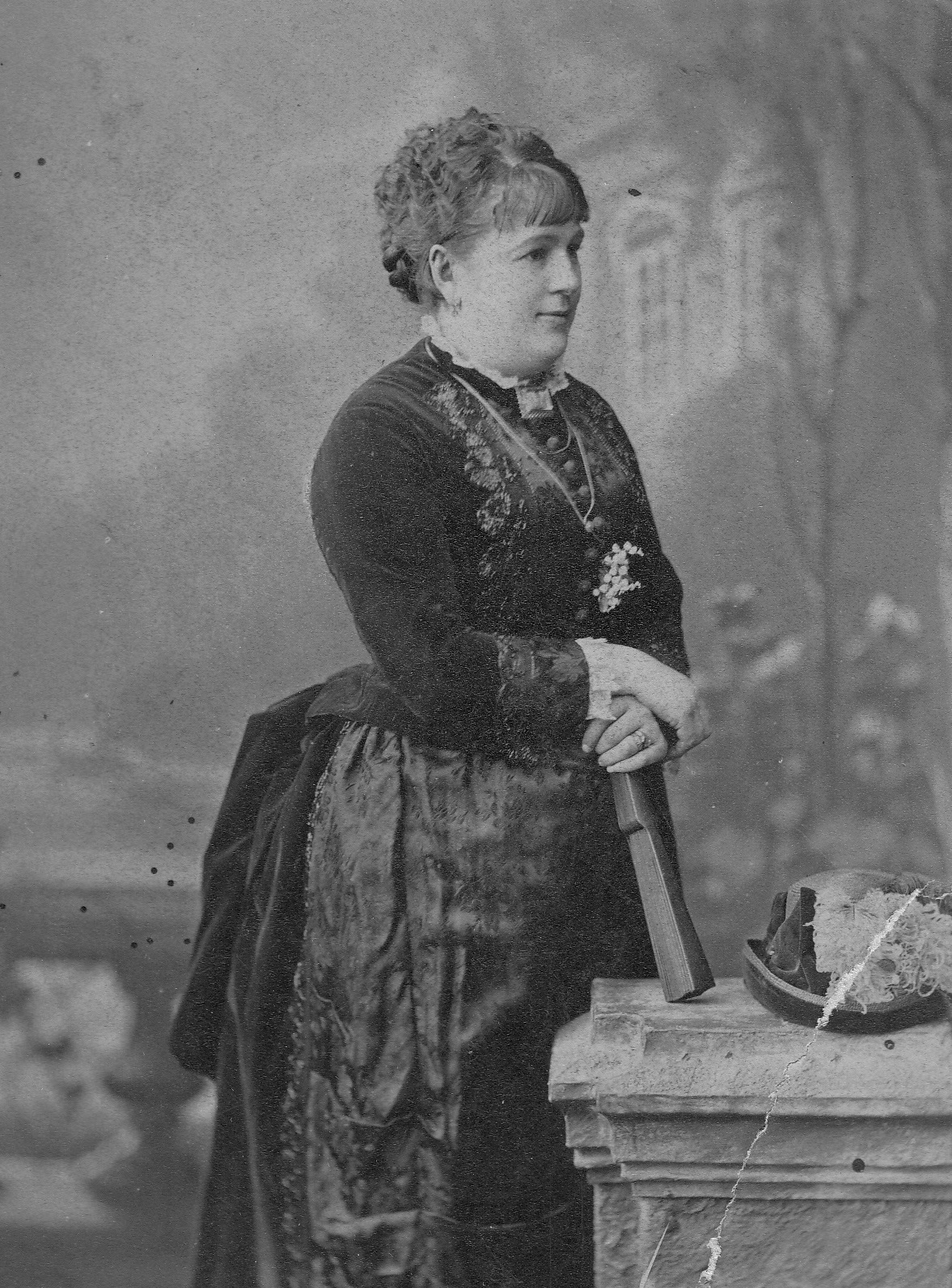
egyházasbükki Dervarics Imréné udvardi Udvardy Ilona Flóra (1846-1935)

A római katolikus nemesi származású egyházasbükki Dervarics család sarja; a Dióskálhoz tartozó Eger nevű családi földbirtokon született. Apja egyházasbükki Dervarics Ákos (1816–1891), táblabíró, földbirtokos, a "Zalavármegyei Gazdasági Egyesület" tagja, anyja hertelendi és vindornyalaki Hertelendy Rozália (1822–1850) asszony volt. Apai nagyszülei egyházasbükki Dervarics János (1792–1869), ügyvéd, táblabíró, földbirtokos, és Molnár Zsófia (1796–1831) voltak. Apai nagyanyja halála után, Dervarics János újra házasodott meg, felesége várbogyai és nagymádi Bogyay Erzsébet (1796–1879) asszony lett. Anyai nagyszülei hertelendi és vindornyalaki Hertelendy Imre (1794–1850), földbirtokos, zalai főszolgabíró és nyírlaki Oszterhueber Magdolna (1797–1883) asszony voltak. Anyai nagyanyjának a fivére, nyirlaki Tarányi-Oszterhuber József (1792–1869), Zala vármegye alispánja, táblabírája, a "Zalavármegyei Gazdasági Egyesület" alapítóelnöke volt. Hertelendy Imréné Oszterhueber Magdolna szülei pedig Oszterhueber Mihály (1768–1807), földbirtokos, és a forintosházi Forintos család sarja, forintosházi Forintos Magdolna (1772–1850) asszony voltak. Dervarics Imre testvérei: egyházasbükki Dervarics Rózsa (1844–1921), akinek a férje, idősebb nagyszigethi Szily Kálmán (1838–1924) fizikus, nyelvész, műegyetemi tanár; valamint egyházasbükki Dervarics János (1845–1905), szentkozmadombjai földbirtokos, akinek az első felesége, kehidai Deák Ilona, majd halála után elvette Tivolt Vilma (1854–1898) kisasszonyt.
Alap tanulmányai befejezése után 25 évesen a vármegye szolgálatába állt: 1867. május 6-a és 1872. január 9-e között a kapornaki járás alszolgabírája. 1892 óta a zalamegyei nemesi és alapítványi választmány tagja. Az 1848-as szabadságharc szellemében nevelkedett és felnőtt korára nagy támogatója volt azoknak az elveknek. 5 éves közigazgatási szolgálata után kilimáni földbirtokára visszavonult gazdálkodni és tevékenyen vett részt a  "Zalavármegyei Gazdasági Egyesület" életében, melynek tagja volt apja mellett. Barátságot ápolt csengeri Háczky Kálmán földbirtokossal; Háczky Kálmán fia, ifjabb csengeri Háczky Kálmán (1858–1907) földbirtokos, végül feleségül vette Dervarics Imre egyik lányát, egyházasbükki Dervarics Blankát.
Dervarics Imre éveken keresztül Zalában jelentős politikai szerepet töltött be, mint nagy híve a Függetlenségi és Negyvennyolcas Pártnak. 1896. július 5-én ábránfalvi Ugrón Gábor és még néhány társa Nagykanizsára kisérték le Hévizy Jánost, a kerület országgyűlési képviselőjét, aki ugyanekkor beszámolóját tartotta. Ez alkalommal nemcsak a nagykanizsai kerületi függetlenségi párt jelent meg a fogadtatási ünnepélyen, hanem az egész vármegyéből az egyes választó kerületek függetlenségi érzelmű választói is képviselve voltak. A pályaudvaron Ugrón Gábort és társait Dervarics Imre kilimáni földbirtokos üdvözölte. Évekkel később Dervarics Imre még mindig betöltötte politikai posztját. 1900. június 10-én a nagykanizsai kerület elnöke lett. 1905. július 9-én a keszthelyi választó kerület függetlenségi körének megalakítása végett Keszthelyen népgyűlést tartottak: a kerületi pártelnöke Dervarics Imre lett.
A keszthelyi választókerület függetlenségi pártja 1906. április 16-án délelőtt 11 órakor tartotta Keszthelyen, a "Hungária szálló" nagytermében Dervarics Imre pártelnök elnöklete alatt jelölő értekezletét. 1906. március 15-én Keszthelyen alakult meg a "Magyar Iparvédő Egyesület" keszthelyi fiókja, melynek első elnöke Dervarics Imre lett.
1910. október 11-én Kilimánon hunyt el. Az újságban akkoriban úgy emlékeztek róla, hogy: "Ismét kidőlt egy tagja annak a régi gárdának, amely az ujabb alkotmányos élet kezdetén vezette és irányította Zalavármegye közéletét. Egyházasbükki Dervarics Imre kilimáni földbirtokos 68 éves korában elköltözött az élők sorából. Nemesen egyszerű, puritán ember volt. Azokból való, akik minden vonásukban megőrizték apáik szokásait, hagyományait. A gazdálkodó nemes ember tipusa volt Dervarics Imre. Külsejében, modorában, a földhöz való szeretetében, lelkének ideáljaiban a mult hagyományaihoz tapadó, de a munkában, gazdaságában a jövőbe tekintő férfiú. Eszményeitől nem tágított soha. Törhetetlen magyarságát, a nemzeti ügyért, az önkormányzati jogok védelméért való rajongását ismerte az egész vármegye. És tisztelte érte minden ember. A közélet fórumain azonban az utóbbi években ritkábban jelent meg. Beteges volt és törődött. De ha a politikai küzdelmek zászló alá szólították a vármegye vezetőit, Dervarics Imre ott volt mindig, fiatalos hévvel és igaz lelkesedéssel".

## Házassága és gyermekei
1868. december 7-én Csurgón, feleségül vette udvardi Udvardy Ilona Flóra (*Keszthely, 1846. április 24.–†Keszthely, 1935. május 17.) kisasszonyt, akinek a szülei Udvardy György (1815–1878), gróf Festetics György keszthelyi, majd csurgói uradalmi tiszttartója, és pesti Pesty Franciska (1819–1902) voltak. Anyai nagyszülei pesti Pesty János, a gróf Festetics család ollári uradalmi számtartója, majd a keszthelyi uradalom tiszttartója, és Verenyey Rozália voltak. A frigyükből született:
- Dervarics Blanka Mária (*Kilimán, 1870. január 31.–†Győr, 1961). Férje, ifjabb csengeri Háczky Kálmán Ferenc Kristóf (*Uraiújfalu, 1858. szeptember 11.–†Budapest, 1907. szeptember 21.), határrendőrségi felügyelő, földbirtokos.[21]
- Dervarics Ákos Imre József (*Kilimán, 1871. március 19.–†Pacsa, 1947. november 23.),[22] ormandlaki földbirtokos, vármegye bizottsági tag.[23]  Felesége: csengeri Háczky Valéria Anna (*Győr, 1882. július 29.–†Balatonfüred, 1924. május 5.).[24]
- Dervarics Györgyi Rózsa (*Kilimán, 1878. május 13.–†Keszthely, 1969). Férje, kopacséli Boér Sándor (*Péterfalva, Alsó-Fehér vármegye, 1860. november 23.–†Keszthely, 1943. május 15.), huszár ezredes.[25]
- Dervarics Mária Anna (*Kilimán, 1879. március 26.–†Keszthely, 1900. augusztus 15.).[26] Férje, pánfalvi Juhász Béla (*Pusztakovácsi, 1873. június 6.–†1954) huszárezredes.
- Dervarics Ferenc Dénes (*Kilimán, 1890. október 1.–†Keszthely, 1963. január 8.) földbirtokos.[27] Felesége, magurai Augusz Mária Felicitás Franciska (*Magyaróvár, 1886. június 12.–†Keszthely, 1963. január 21.).